# 동남보건대학교
동남보건대학교(東南保健大學校, Dongnam Health University)는 대한민국 경기도 수원시에 위치한 사립 전문대학이다.

## 연혁
1973년 12월 19일, 학교법인 동남학원의 홍재길에 의하여 동남보건전문학교가 설립되어 이듬해 3월 18일 개교한 것이 모태이다. 1979년, 초급대학과 전문학교의 전문대학 개편 정책에 따라 동남보건전문대학으로 교명을 변경하였다. 이어 전문대학 교명 규제 완화에 따라 1998년 6월 1일과 2012년 1월 1일에 각각 동남보건대학, 동남보건대학교로 교명을 변경하였다.
한편, 2015년 실시된 대학구조개혁평가에서 D+ 등급을 받은 이력이 있으나, 2017년 실시된 점검 결과 재정 지원 제한이 해제된 바 있다.

## 교육편제
동남보건대학교는 보건, 사회실무계열 등 자체적으로 2개 계열을 설정하고 18개 전공을 편제하여 전문학사 학위 과정을 운영하고 있다. 다만, 전문대학임에도 간호학과의 경우 학사 학위 과정으로 교수한다. 또한 방사선학과 등 9개 전공에 대하여 전공심화 과정을 운영하여 제한적으로 학사 학위 과정을 운영하고 있다.

## 캠퍼스 풍경
동남보건대학교는 경기도의 사립 전문대학으로, 수원시 정자동에 그 교사가 위치한다. 캠퍼스는 9개동의 건축물이 위치하며, 사다리꼴 형태로 동편에 북수원도서관 등이 위치한 정자공원 등과 접하며, 북편과 서편은 천천로, 남편은 만석로가 캠퍼스를 감싸는 형태이다.